# Philadelphia Nationals
Philadelphia Nationals foram dois clubes americanos de futebol sediados na Filadélfia, na Pensilvânia, em que ambos eram membros da liga profissional American Soccer League.

## História
Originalmente, o clube se chamava Passon FC, que era mais conhecido como Passon Phillies ou Philadelphia Passon . A equipe ingressou na American Soccer League profissional antes da temporada 1936/37. Antes da temporada 1941/42, o clube se tornou o Philadelphia Nationals .
O clube abandonou a liga antes da temporada 1942/43 e foi substituído por um clube amador da Filadélfia, o Fairhill FC, que foi admitido na liga e recebeu o nome de Philadelphia Nationals.
O Fairhill FC se juntou à American Soccer League profissional antes da temporada 1942/43 para substituir o Philadelphia Nationals, que se retirou da liga fora da temporada. Fairhill FC foi admitido na liga e recebeu o nome de Philadelphia Nationals .
O clube ganhou uma "mini-dupla" em 1949 e 1951, vencendo o campeonato e a copa da liga (a Lewis Cup ). O clube ganhou a Lewis Cup novamente em 1952. O Fairhill Club retirou o patrocínio da equipe antes da temporada 1953/54 e, devido às dificuldades financeiras subsequentes, o clube desistiu após quatro jogos.